# Kenkia rhynchida
Kenkia rhynchida är en plattmaskart som beskrevs av Libbie Henrietta Hyman 1937. Kenkia rhynchida ingår i släktet Kenkia och familjen Planariidae. Inga underarter finns listade i Catalogue of Life.